# Warren Weaver
Warren Weaver (Reedsburg, Wisconsin, 1894. július 17. – New Milford, Connecticut, 1978. november 24.) az Alfred P. Sloan Alapítvány igazgató tanácsának alelnöke volt, nemzetközi hírű matematikus, szakíró és tudományszervező.

## Pályafutása
Tanulmányait a wisconsini egyetemen végezte, majd a Throop Főiskolán kezdett matematikát tanítani. 1920-ban a wisconsini egyetem matematika tanszékére került, amelynek 1928-ban lett a vezetője. 1932-ben kinevezték a Rockefeller Alapítvány természettudományi igazgatójának, és 1959-ig számos tisztséget töltött be ebben a szervezetben, többek között természettudományi és orvostudományi alelnök is volt. 1956-ban beválasztották az Alfred P. Solan Alapítvány igazgató tanácsába, ahol 1959 óta játszik aktív szerepet mint alelnök. Weaver egyben a Solan Alapítvány Tudományos Tervező Bizottságának is elnöke volt.
A második világháború idején James B. Conanttal együtt a brit fegyverek fejlesztésén dolgozott. A légelhárító rendszerek és célzókészülékek terén elért eredményeiért 1948-ban megkapta az Egyesült Államok Kormánya Érdemérmét, az Angol Királyi Szabadság Érdemérmet, és a Francia Köztársaság Becsületrendjét.
Az Egyesült Államok több neves kutatóintézetének vezető munkatársaként dr. Weaver a tudományos élet szinte valamennyi fontosabb területén aktív és központi szerepet játszott. Sokoldalú tudományos érdeklődése és tapasztalata révén számos bizottság, tanács és szervezet választotta tagjai sorába. Többek között a Nemzeti Tudományos Alapítvány igazgató tanácsának tagja, a sugárzás biológiai hatását vizsgáló tudományos akadémiai bizottság genetikai tagozatának elnöke, a Tudományos Kutatási és Fejlesztési Hivatal alkalmazott matematikai bizottságának vezetője, a Solan – Kettering Rákkutató Központ igazgatótanácsának alelnöke, a Solan – Kretting Rákkutató Intézet Tudományos Bizottságának vezetője, a New York város Közegészségügyi Kutatóintézetének elnöke, és a Vallási és Pszichológiai Akadémia alelnöke volt. 1928-ban felvették a Tudományos Haladásért Társaság tagjai közé, 1950-től volt a végrehajtó bizottság tagja, 1954-től pedig annak elnöke. A Biológiai Tudományok Salk Intézetének élére is kinevezték.
A valószínűségszámítás mellett fő szakterülete az információelmélet volt. 1949-ben Claude E. Shannonnal közös könyvet írtak erről a témáról. Ez a könyv alapvető szerepet játszott az információelmélet megismertetésében a tudósok között, és jelentősen hozzájárult ahhoz, hogy közelebb hozza a tudományt az átlagemberhez, aki a tudományos kutatások költségeiből olyan jelentős részt vállal. További könyvei: az Elemi matematikai analízis (társszerzővel); Az elektromágneses tér (társszerzővel) és A tudósoké a szó.
Számos új matematikai eredményt ért el, több általános tudományelméleti munkája jelent meg, és sok szórakoztató cikket írt Lewis Caroll: Alice Csodaországban c. könyvével kapcsolatban.